# Colombe
Colombe település Franciaországban, Isère megyében. Lakosainak száma 1803 fő (2022. január 1.). Colombe Apprieu, Beaucroissant, Burcin, Le Grand-Lemps, Izeaux, Oyeu és Rives községekkel határos.

## Népesség
A település népességének változása:
| Lakosok száma | 644  | 857  | 1171 | 1446 | 1476 | 1506 | 1574 | 1625 | 1635 | 1803 |
|               | 1968 | 1982 | 1990 | 2006 | 2013 | 2015 | 2017 | 2019 | 2020 | 2022 |